# Seznam mest na Danskem
Seznam mest na Danskem.

## Seznam
- Aarhus
- Aastrup
- Allinge-Sandvig
- Ans
- Assens
- Augustenborg
- Beder
- Birkerød
- Bjerringbro
- Bogense
- Brande
- Brønderslev
- Christiansfeld
- Dragør
- Ebeltoft
- Elsinore (Helsingør)
- Esbjerg
- Espergærde
- Fakse
- Farum
- Fjerritslev
- Fredensborg
- Fredericia
- Frederiksberg
- Frederikshavn
- Frederikssund
- Frederiksværk
- Fåborg
- Grenå
- Greve Strand
- Grindsted
- Gråsten
- Gudhjem
- Haderslev
- Hadsten
- Hadsund
- Haslev
- Hedensted
- Herning
- Hillerød
- Hinnerup
- Hirtshals
- Hjørring
- Hobro
- Holbæk
- Holstebro
- Horsens
- Hvidovre
- Høje Tåstrup
- Hørsholm
- Ikast
- Ishøj
- Jelling
- Jyllinge
- Kastrup
- Kalundborg
- Kerteminde
- Kjellerup
- København
- Kolding
- Kongens Lyngby
- Korsør
- Køge
- Lemvig
- Lillerød
- Lystrup
- Løgstør
- Løgumkloster
- Løkken
- Mariager
- Maribo
- Marstal
- Middelfart
- Møldrup
- Nakskov
- Nexø
- Nibe
- Nivå
- Nordby
- Nyborg
- Nykøbing Falster
- Nykøbing Mors
- Nykøbing Sjælland
- Næstved
- Nørresundby
- Odder
- Odense
- Padborg
- Præstø
- Randers
- Riber
- Ringe
- Ringkøbing
- Ringsted
- Roskilde
- Rudkøbing
- Rødby
- Rønne
- Rørvig
- Sakskøbing
- Silkeborg
- Skagen
- Skanderborg
- Skive
- Skjern
- Skælskør
- Slagelse
- Smørumnedre
- Solrød
- Sorø
- Stenløse
- Store Heddinge
- Strib
- Struer
- Stubbekøbing
- Svaneke
- Svendborg
- Sæby
- Sønderborg
- Thisted
- Thyborøn
- Tranbjerg
- Trærød
- Tønder
- Tårbæk
- Tåstrup
- Varde
- Vejle
- Viborg
- Virum
- Vojens
- Vordingborg
- Værløse
- Ærøskøbing
- Aabenraa
- Aalborg
- Ålestrup
- Aarhus
- Års